# Suseni, Giurgiu
Suseni este un sat ce aparține orașului Bolintin-Vale din județul Giurgiu, Muntenia, România. Se află la o distanță de 42 km de București.
Satul Suseni este situat pe malul drept al râului Argeș.

## Etimologie
Numele satului desemnează un grup de oameni aflați „pe din sus” de ceva, de un alt grup de oameni sau de un punct de referință. Este un toponim extrem de răspândit în arealul românesc. În cazul de față, susenarii se află „pe din sus” de satul Malu Spart, acesta fiind numele (adică Cătunul Malu Spart), sub care se regăsea satul atât la începutul, cât și la sfârșitul secolului al XIX-lea, în documente privitoare la moșia Căscioare.